# Twee Riviere
Twee Riviere est un village d'Afrique du Sud, situé dans la  province du Cap-Oriental. Twee Riviere est une localité de zone rurale gérée par la municipalité locale de Kou-Kamma dans le district de Sarah Baartman (ex-Cacadu). 
Twee Riviere tire son nom des deux rivières qui traversent le village depuis les monts Tsitsikamma.

## Localisation
Twee Riviere est située sur la route R62 à 4 km à l'est de Joubertina, dans la vallée de Langkloof, entre les monts Tsitsikamma et les monts Kouga.

## Démographie
Selon le recensement de 2011, la population de Twee Riviere est de 485 habitants (50,10% de coloureds, 35,26% de blancs et 14,43% de noirs), majoritairement de langue maternelle afrikaans (77,73%) et anglaise (8,45%). Le township de Ravinia (5 011 résidents), enclavé à l'ouest de Twee Riviere, est rattaché à la ville voisine de Joubertina.

## Historique

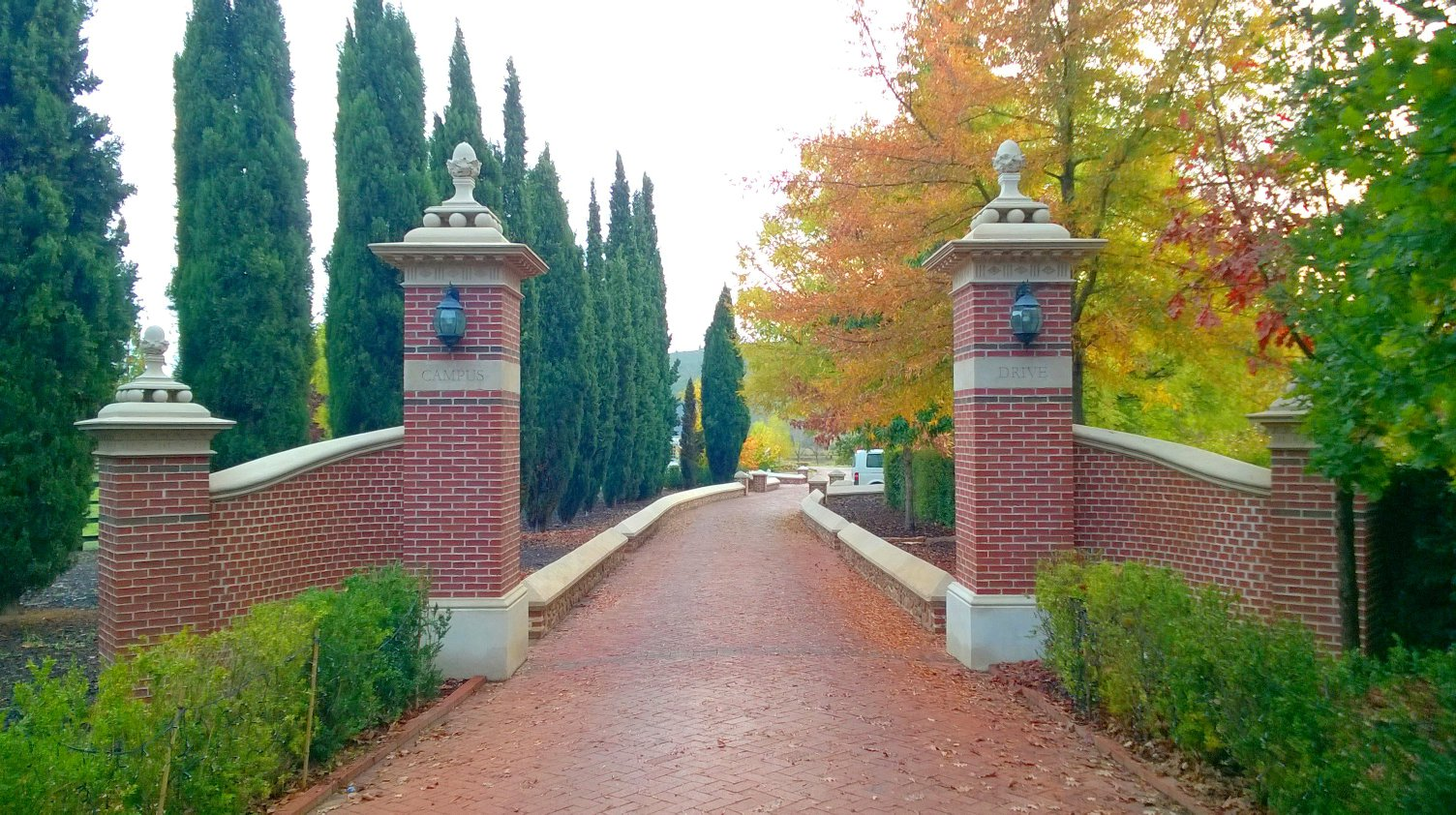
Entrée du South African Institute for Heritage Science & Conservation

Les premiers occupants de la région furent les Bushmen puis les Hottentots. La ferme Twee Riviere, fut enregistrée au nom de Jacobus Scheepers auprès des autorités de la colonie du Cap en 1765.
De nos jours, cent trente familles, représentant une cinquantaine de patronyme, vivent dans ce village très rural, lequel comprend des cottages de style victorien, des maisons aux toits en tôles, des granges et des paddocks. Twee Riviere accueille aussi le siège et le campus du South African Institute for Heritage Science & Conservation
Institutionnellement, la région autrefois rattachée à George fait partie, au XXe siècle, de la circonscription législative de Humansdorp et envoie au parlement Charles Wynand Malan (1915-1933), Paul Sauer (1933-1964) puis George Malan.